# Sameehg Doutie
Sameehg Doutie (Città del Capo, 31 maggio 1989) è un calciatore sudafricano, centrocampista svincolato.

## Caratteristiche tecniche
Ala destra, può giocare come esterno destro o nel ruolo di interno di centrocampo.

## Palmarès

### Club

#### Competizioni nazionali
- Premier Soccer League (Sudafrica): 1

Orlando Pirates: 2011-2012
- Coppa di Lega sudafricana: 1

Orlando Pirates: 2011
- Indian Super League: 1

Atlético de Kolkata: 2016